# Lijst van monumenten voor Guido Gezelle

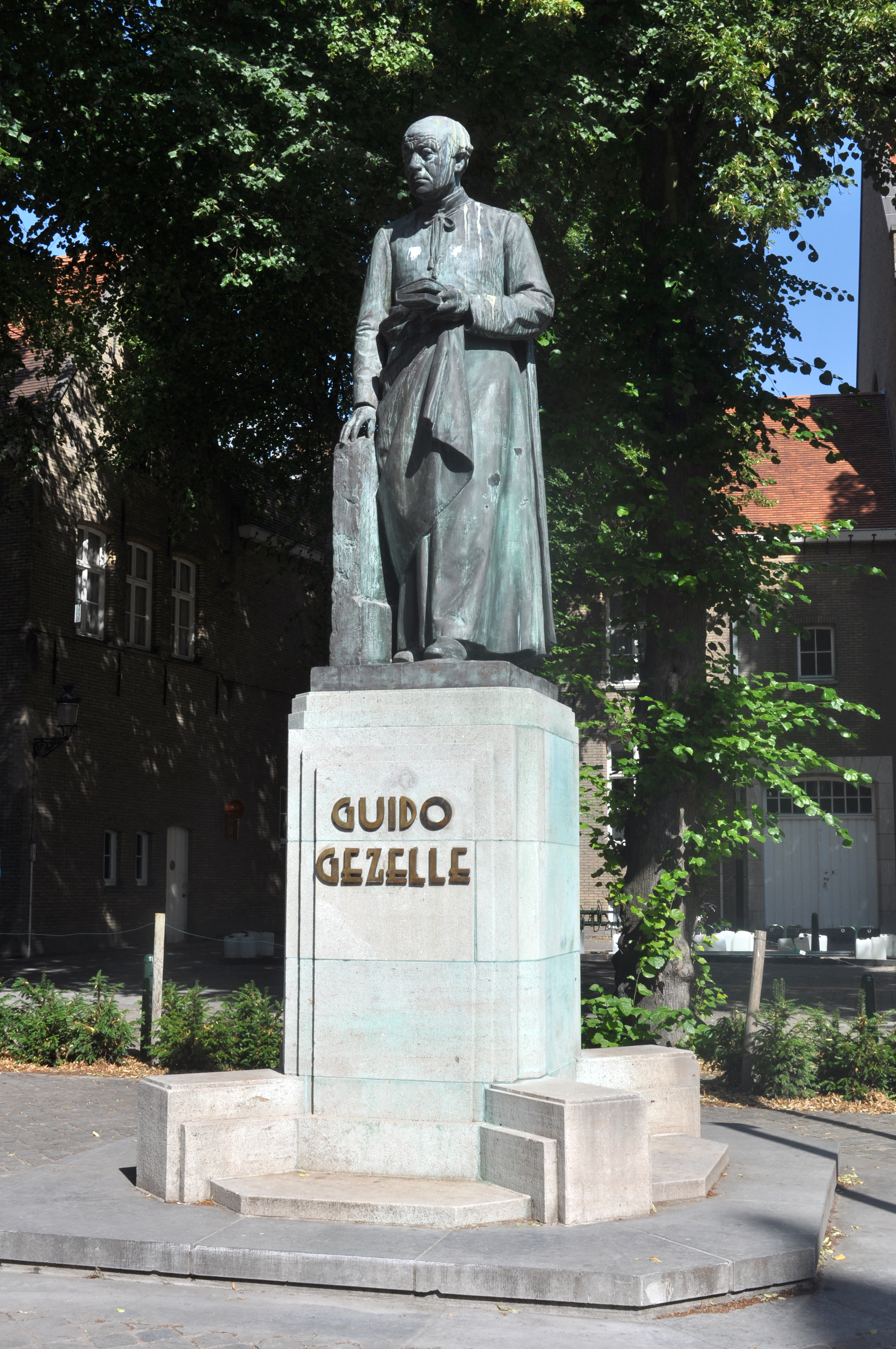
Standbeeld Guido Gezelle in Brugge

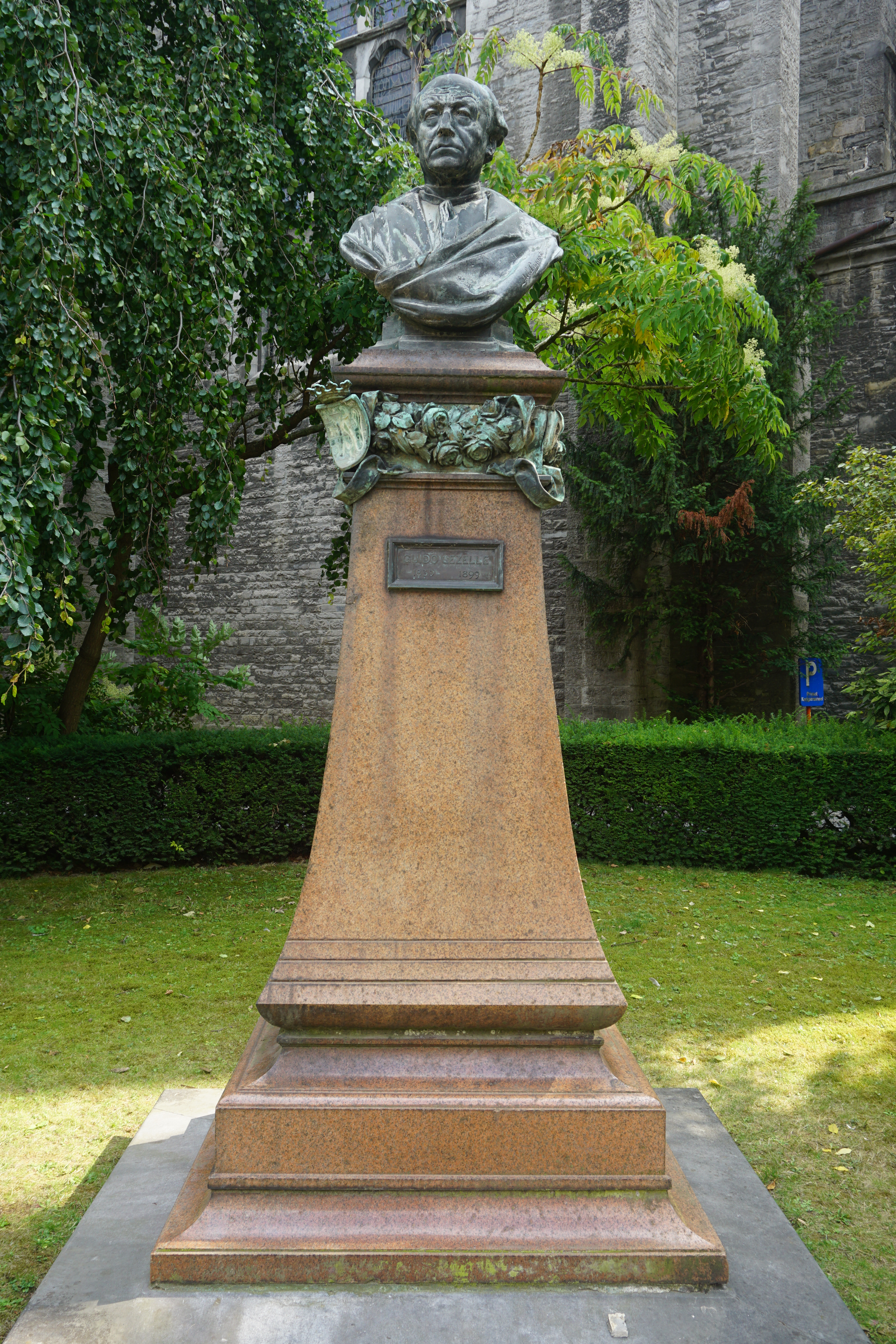
Borstbeeld Gezelle in Kortrijk

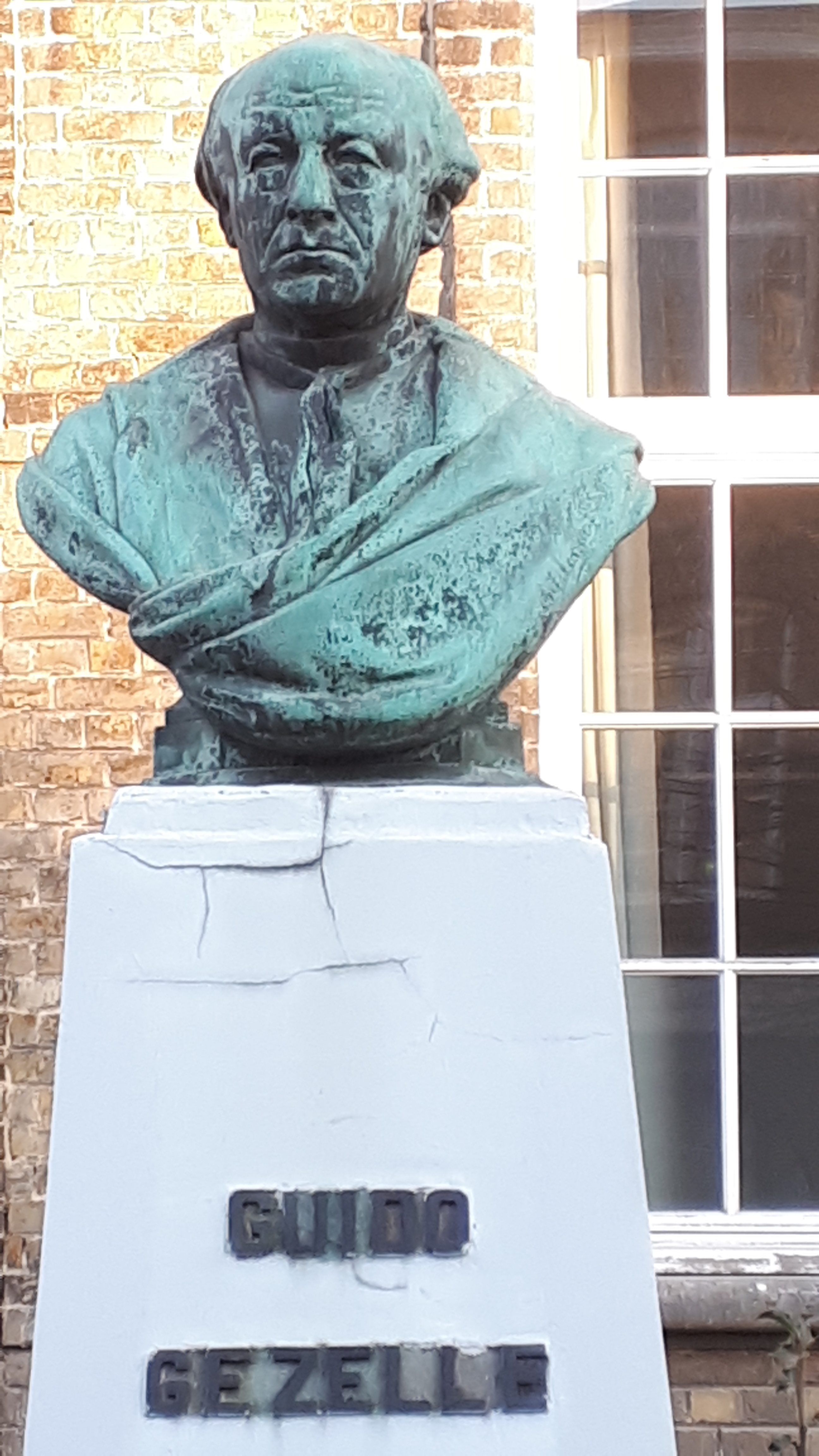
Borstbeeld Gezelle in Roeselare

Deze lijst van monumenten voor Guido Gezelle biedt een overzicht van standbeelden, borstbeelden, gevelstenen, herdenkingsstenen, mausolea en naamgevingen in de publieke ruimte, die herinneren aan de priester-dichter.

## Monumenten

### Onze-Lieve-Vrouwkerk Kortrijk
Een eerste borstbeeld, gebeiteld door Jules Lagae, werd in 1903 geplaatst aan de voet van de Onze-Lieve-Vrouwkerk in Kortrijk.

### Guido Gezelleplein Brugge
Een groot standbeeld werd in 1930 geplaatst, eveneens gemaakt door Jules Lagae, aan de voet van de Onze-Lieve-Vrouwkerk in Brugge. Een beeld, gemaakt door Oscar Jespers, was ook gesuggereerd maar men vond het te weinig op Gezelle lijken.

### Kleinseminarie Roeselare
In de binnentuin van het kleinseminarie in Roeselare werd in 1921 een borstbeeld door Jules Lagae geplaatst. Hugo Verriest en Eugeen Van Oye waren aanwezig bij de inhuldiging.

### Marktplein Ieper
Op het Ieperse Marktplein werd een borstbeeld van Guido Gezelle geplaatst. Het werd mee het slachtoffer van de vernielingen waar de stad Ieper tijdens de Eerste Wereldoorlog het slachtoffer van werd. Na de oorlog werd niet opnieuw een borstbeeld geplaatst.
In 1999, naar aanleiding van de honderdste verjaardag van het overlijden van Gezelle, werd een ludiek gedenkteken geplaatst onder de naam 'krinkeldewinkel', geïnspireerd op zijn gedicht Het Schrijverke. Het ontwerp van het plein, de creatie en de uitwerking van het gedenkteken waren een realisatie van Marnixring Ieper-Westland in samenwerking met het Elf-Julicomité Ieper, het Davidsfonds Ieper, het Oudercomité van het Sint-Vincentiuscollege en het Stadsbestuur Ieper, met steun van de Sint-Jacobsparochie en Gaselwest.

### Andere
- In 1894 logeerde beeldhouwer Jules Lagae een maand lang bij Gezelle om een buste van hem te maken op vraag van Gezelles vriend professor Gustaaf Verriest. Lagae was zeer tevreden van de in dromerig denken verdiepte gelaatsuitdrukking van Gezelle. De beeldhouwer maakte vijf afgietsels van zijn Gezellekop die hij verdeelde. Het was de enige keer dat Gezelle ooit poseerde, overigens tegen zijn eigen zin. Lagae werd wel een vriend van Gezelle, die twee gedichten aan hem opdroeg. Het borstbeeld werd op industriële wijze vermenigvuldigd en geplaatst in onder meer tal van Vlaamse woonkamers, klaslokalen, kantoren en culturele verenigingen.
- Na de dood van Gezelle zijn er nog bekende bustes gemaakt door verschillende generaties beeldhouwers in de kunststijl van hun tijd, waaronder die van Oscar Jespers uit 1929 in expressionistische stijl. De buste van Lagae in 1894 was in romantische stijl.
- Het borstbeeld van Gezelle door Karel Laloo, vond eveneens zijn weg naar talrijke belangstellenden.
- Kopieën van de versie van Frans Lamberecht na de Tweede Wereldoorlog stonden in de jaren vijftig en zestig in zowat elke Vlaamse bibliotheek en ook die van Giuseppe Carli in gepatineerd gips zijn wijdverspreid.[1]
- Lagae goot ook een dodenmasker (alsook een afgietsel van zijn handen). Aan de linkerslaap van het masker zit een oneffenheid, omdat Gezelle hier een abcesontsteking had. Er zijn verschillende kopieën gemaakt van het masker. Het origineel is te zien in het Lijsternest, het voormalig woonhuis van Stijn Streuvels.

## Gevelstenen
Talrijke huizen of gebouwen die iets met Gezelle te maken hadden, werden voorzien van een gevelsteen die hieraan herinnert. Ze tonen het belang aan dat in vele milieus gehecht werd aan de Heer ende Meester en aan alles wat op hem betrekking had.
| Locatie                                 | Tekst | Omschrijving |
| --------------------------------------- | --- | --- |
| Rolweg, Brugge                          | Heer en Meester Guido Gezelle, Priester-dichter is in dit huis geboren den 1n van Mei 1830. Hij stierf in het Engelsch klooster, waar hij bestierder was, den 27 in november 1899. | In 1906 geplaatst op initiatief van de stad Brugge aan het geboortehuis van de dichter in de Rolweg, huis en zijn omgeving die in 1925 eigendom van de stad zou worden en het Gezellemuseum werd. |
| Sint-Annakerk, Brugge                   | Hier werd Guido Gezelle gekerstend en deed hij zijn eerste communie. | Naast de ingang van de Sint-Annakerk in Brugge. |
| Sint-Leocollege, Potterierei, Brugge    | Als onderrector van het Engelsch Seminarie verbleef hier Guido Gezelle 1860-1865                                                                                                   | Aan het hoofdgebouw van het Sint-Leocollege aan de Potterierei in Brugge. |
| Engels Klooster, Carmersstraat, Brugge  | Op 27 Slachtmaand 1899 overleed hier Guido Gezelle ”En ‘k hoorde de veugeltjes zoo geerne schufelen”. (laatste verzuchting)                                                        | Aan het Engels Klooster in de Carmersstraat, de plek waar Gezelle zijn laatste levensjaar doorbracht. |
| Korte Riddersstraat 5, Brugge           | Als onderpastoor van Sint Walburga verbleef hier Guido Gezelle 1865-1867 Hier stichtte hij Rond den Heerd                                                                          | Het is wel van 1865 tot in 1872 dat Gezelle in dit huis woonde. Het was zijn 'hoofdkwartier', waar hij, naast zijn pastorale activiteiten, Rond den Heerd stichtte en hierover vergaderde, de informatie verzamelde voor zijn politieke geschriften in 't Jaer 30 en 't Jaer 70, verder schreef aan zijn steeds omvangrijker wordend poëtisch oeuvre. Gedurende enkele jaren woonde zijn zus Florence bij hem in, vooraleer ze in het klooster in Heule intrad.                                        |
| Verversdijk 24, Brugge                  | Als onderpastoor van Sint Walburga verbleef hier Guido Gezelle 1867-1872 | Om niet nader bekende redenen verhuisde Gezelle in 1872 (en niet in 1867) naar dit adres. Hij wandelde dagelijks door de Hoornstraat naar de Sint-Walburgakerk. In deze straat woonde het echtpaar Smith dat hem de moeilijkheden bezorgde die hem deden 'vluchten' naar Kortrijk. |
| Baron Ruzettelaan, 302 Assebroek-Brugge | Hier overleed op 13 van Sprokkelmaand 1909 Louise Lateur Gezelle, moeder van Stijn Streuvels, zuster van Guido Gezelle. "Davidsfonds Steenbrugge."                                 | Aan het huis waar Maria Gezelle, zus van Guido en moeder van Stijn Streuvels, haar laatste levensjaren doorbracht en in 1909 overleed. |
| Onze-Lieve Vrouwkerk, Kortrijk          | Guido Gezelle was hier onderpastoor van 1872 tot 1889 | |
| Onze-Lieve-Vrouwestraat 24, Kortrijk    | Guido Gezelle bewoonde dit huis van 1894 tot 1899 | |
| Groeningestraat 28, Kortrijk            | Guido Gezelle woonde hier 1879-1880 | |
| Sint-Amanduskerk, Wingene               | Hulde van Wyngene 1830 - 1930 'Aan G. Gezelle en zyn Wyngensche Moeder', gevolgd door het gedicht 'Moederke'.                                                                      | In de zuidmuur van deze kerk is een gedenkplaat aangebracht met een tekst ter ere van Guido Gezelle en van zijn moeder, Monica Devriese. De bronzen plaat is een werk van beeldhouwer Jules Lagae en werd op 11 juli 1930 onthuld. Naast een profielweergave van een portret van de Meester, wordt de tekst weergegeven van het bekende gedicht Moederke. De zuidmuur kijkt uit op het Guido Gezelleplein en de Guido Gezellestraat, smal straatje langs waar Monica Devriese zich naar de kerk begaf. |
| Sint-Jan Baptistkerk, Staden            | Hier werd begraven den 5den dag van Meie 't Jaar 1858 Eduard Van den Bussche op wiens uitvaart Meester Guido Gezelle dichtte zijn onsterfelijke Kerkhofblommen. 1858 - 1958        | Gedenksteen ter ere van Eduard Van den Bussche, de achttienjarige leerling van Gezelle die in 1858 overleed aan tuberculose en onsterfelijk werd door Kerkhofblommen, het meesterwerk dat de Meester aan de uitvaart van zijn leerling wijdde. |

## Gedichten

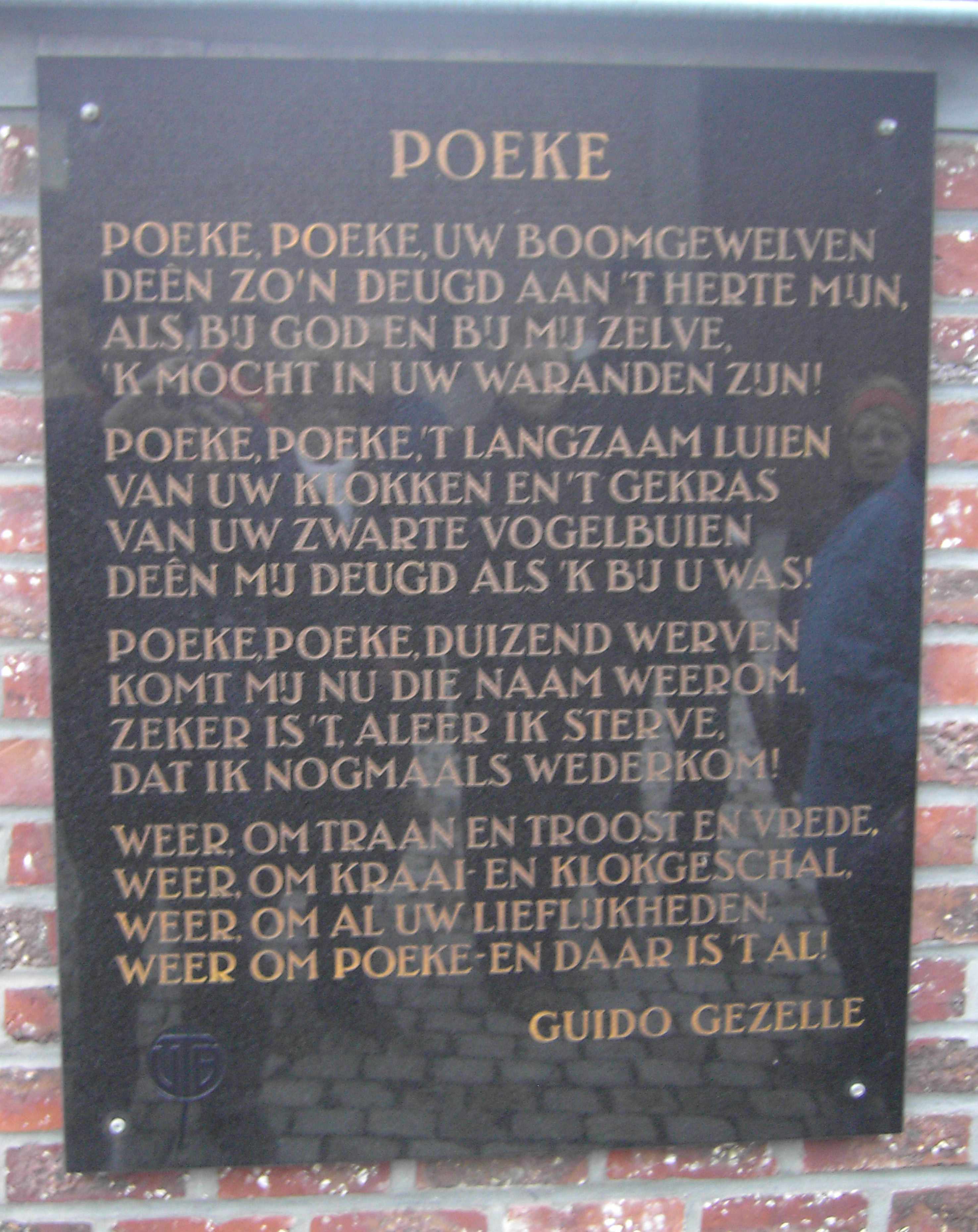
Lofdicht over Poeke

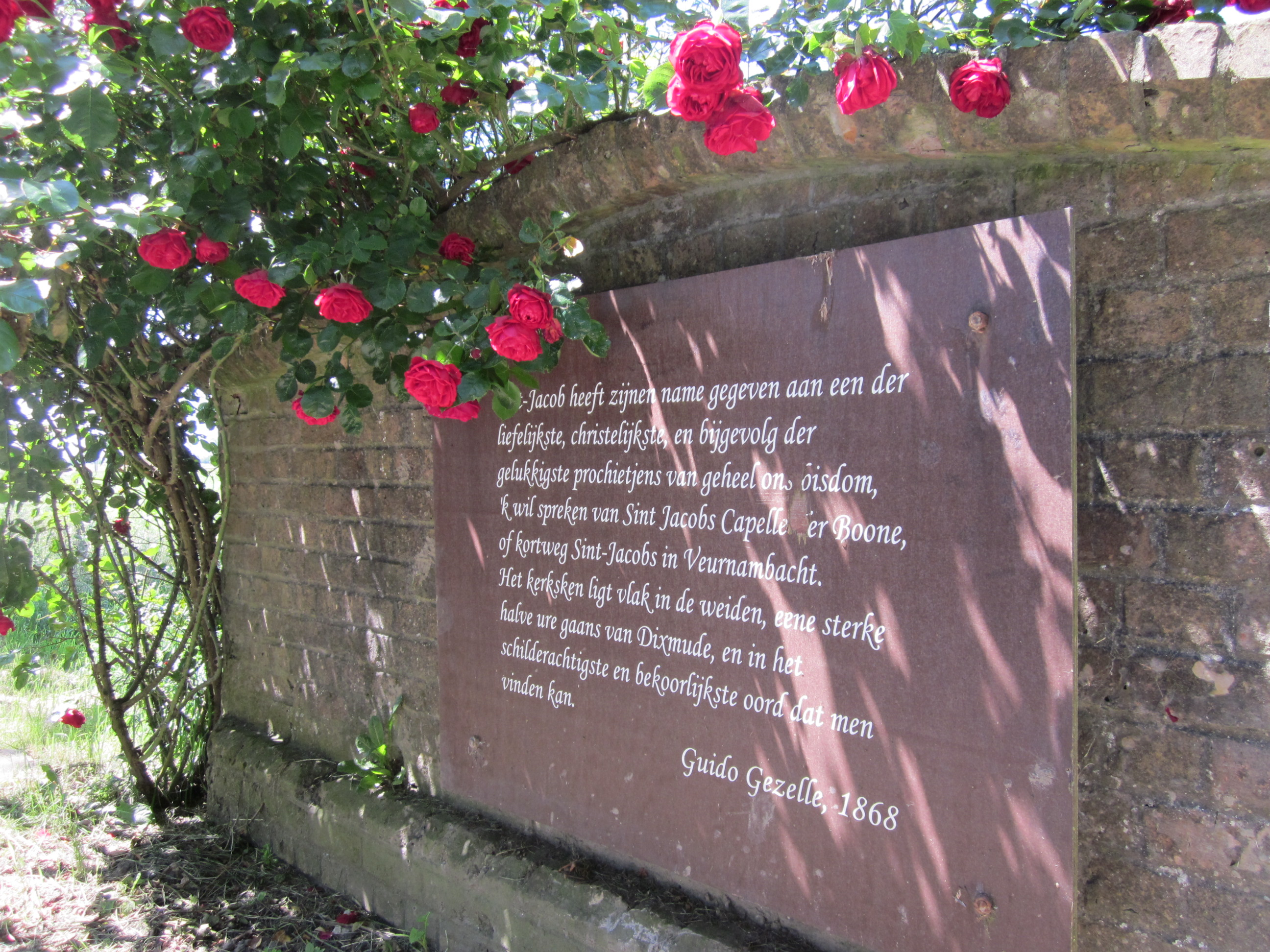
Tekst over Sint-Jacobskapelle

### Poeke
In Poeke werd het gedicht Poeke, Poeke, Poeke in steen gebeiteld en in het centrum van de gemeente geplaatst.
Onder zijn leerlingen had Gezelle de broers Jozef en Hendrik Karel Van Doorne, door wie hij in contact kwam met hun vader, notaris Van Doorne, en hun stiefmoeder Justine Van de Velde. Ze nodigden hem herhaaldelijk uit voor een verblijf bij hen thuis en Gezelle kreeg grote achting voor hen, vooral voor de echtgenote die hij een uitzonderlijke moeder vond en voor wie hij verschillende gedichten schreef of aan haar opdroeg. In het gedicht over Poeke drukte hij zijn dankbaarheid uit voor de hartelijkheid die hij bij de Van Doornes en meer algemeen in de gemeente mocht ondervinden.

### Sint-Jacobs-Kapelle
Ook over Sint-Jacobs-Kapelle bij Diksmuide schreef Gezelle een tekst, waarop de gemeente zeer fier was. Hij schreef die in 1868 nadat hij te gast was geweest bij de plaatselijke pastoor. Het was geen gedicht, maar een hulde in proza aan het mooie en gastvrije dorp. De inwoners waren er blijvend gelukkig om en hebben de tekst in marmer gebeiteld en centraal in de gemeente opgesteld.

## Mausolea

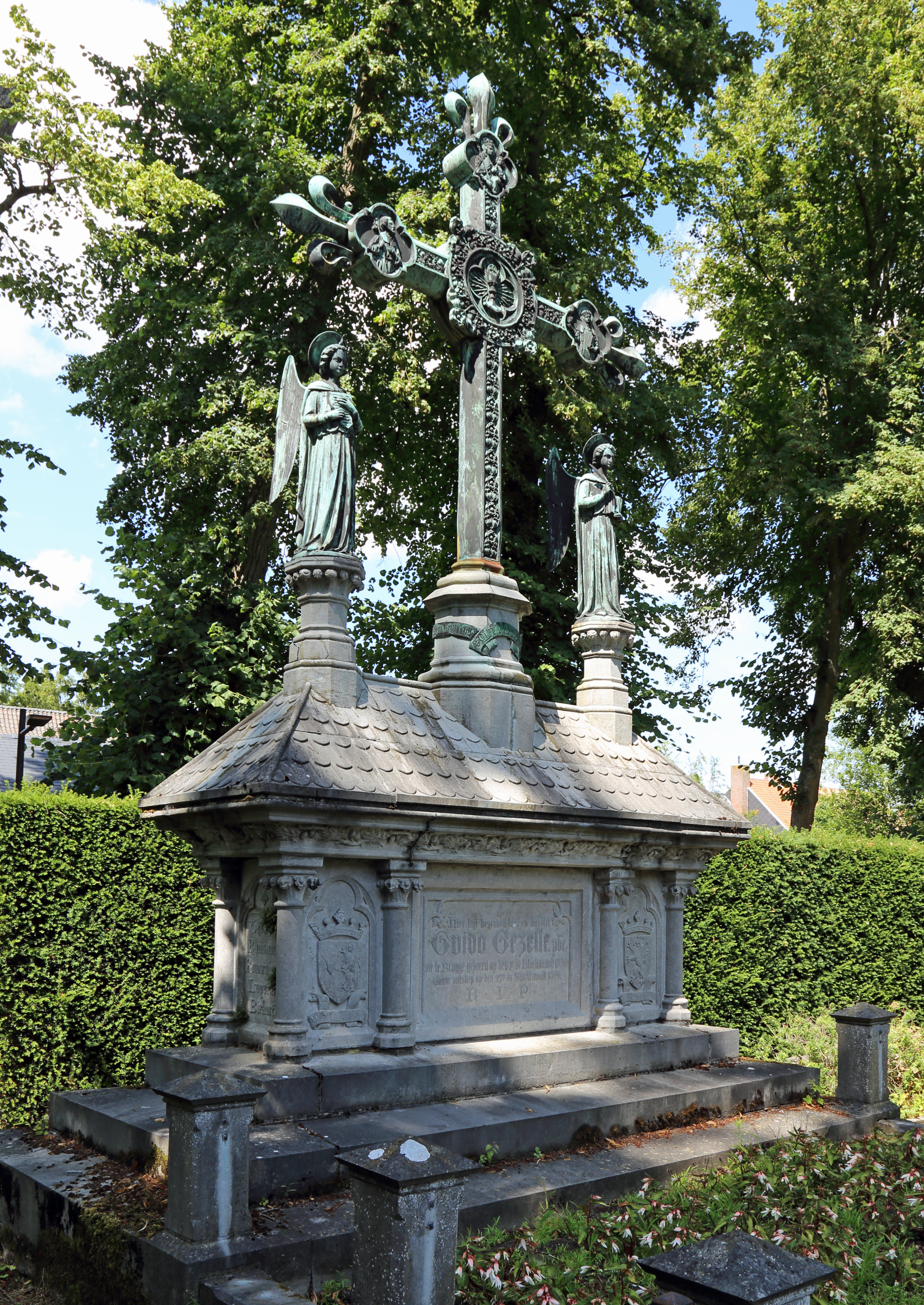
Grafmonument Guido Gezelle

### Brugs kerkhof
Toen Gezelle stierf, korte tijd na zijn verhuis naar Brugge, had hij geen voorzieningen voor zijn begrafenis getroffen. Zijn stoffelijk overschot werd voorlopig bijgezet in het gastvrije familiegraf van de bevriende apotheker Adolf De Wolf, op de centrale begraafplaats van de stad Brugge. Het algemeen gevoel was dat alleen een aanzienlijk monument de laatste rustplaats van de 'Heer ende Meester' kon zijn. Het Davidsfonds nam hiervoor het initiatief. In de eerste plaats schonk de stad Brugge een perceel grond gelegen op het einde van een van de wegen die leidt naar de centraal opgestelde Calvarie. Vervolgens moest geld worden ingezameld voor de bouw van het monument, dat in totaal 13.000 fr. kostte. De inzameling bracht op:
- toelage van de Belgische regering: 4.000 fr.,
- toelage van de provincie West-Vlaanderen: 2.000 fr.,
- opbrengst van een geldinzameling: 8.000 fr., waarvan een groot deel de winst vertegenwoordigde van een door het tijdschrift Biekorf georganiseerde verkoop van de beeltenis van Gezelle.

Baron Jean-Baptiste de Bethune jr. tekende het ontwerp van het praalgraf en het toezicht op de uitvoering werd toevertrouwd aan architect Joseph Coucke (wiens ouders in een enkele meters verder gelegen graf rustten). Het beeldhouwwerk werd uitgevoerd door de gebroeders Van Overbeke in Oostrozebeke, met arduin geleverd door Emile Rombaux et Cie in Ecaussines en bronswerk door het huis Wilmotte in Luik. De funderingen en de kelder werden gebouwd door aannemer Van Keirsbilck (Sint-Michiels).
Op dinsdag 26 september 1905 werd de grafkelder De Wolf geopend en op donderdag 28 september werd, in aanwezigheid van de twee neven, kunstschilder Jozef Gezelle en beeldhouwer Karel Lateur, de kist overgebracht naar de nieuwe grafkelder. De neven waren vergezeld van eerwaarde heer Seraphijn Dequidt, voorzitter van het Brugse Davidsfonds, van Lodewijk Van Haecke, de rector van de Heilig Bloedkapel, en van verschillende bestuursleden van het Davidsfonds. Nadat Dequidt een De Profundisgebed had gelezen, werd de kist in de kelder geschoven, die daarop werd dichtgemetst. 
Op maandag 23 april 1906 volgde de officiële inhuldiging van het aanzienlijk mausoleum. Het werd een eerste luisterrijke herdenking sinds de dood van Gezelle. Er werd eerst een rouwdienst gehouden in de Onze-Lieve-Vrouwekerk, in aanwezigheid van de bisschop, de burgemeester en talrijke hoogwaardigheidsbekleders. Daarna trok men in stoet naar het kerkhof. Daar werd het woord gevoerd door Serafien Dequidt, door de Brugse schepen Joseph Schramme en door Eugeen van Oye. Daarop volgde een academische zitting in de grote zaal van de 'Gilde der Ambachten' , met 800 aanwezigen. Aloïs Walgrave en Hugo Verriest voerden er het woord, terwijl liederen werden gezongen op teksten van Gezelle, getoonzet door Joseph Ryelandt en door hem op de piano begeleid.

### Heule, kerkhof

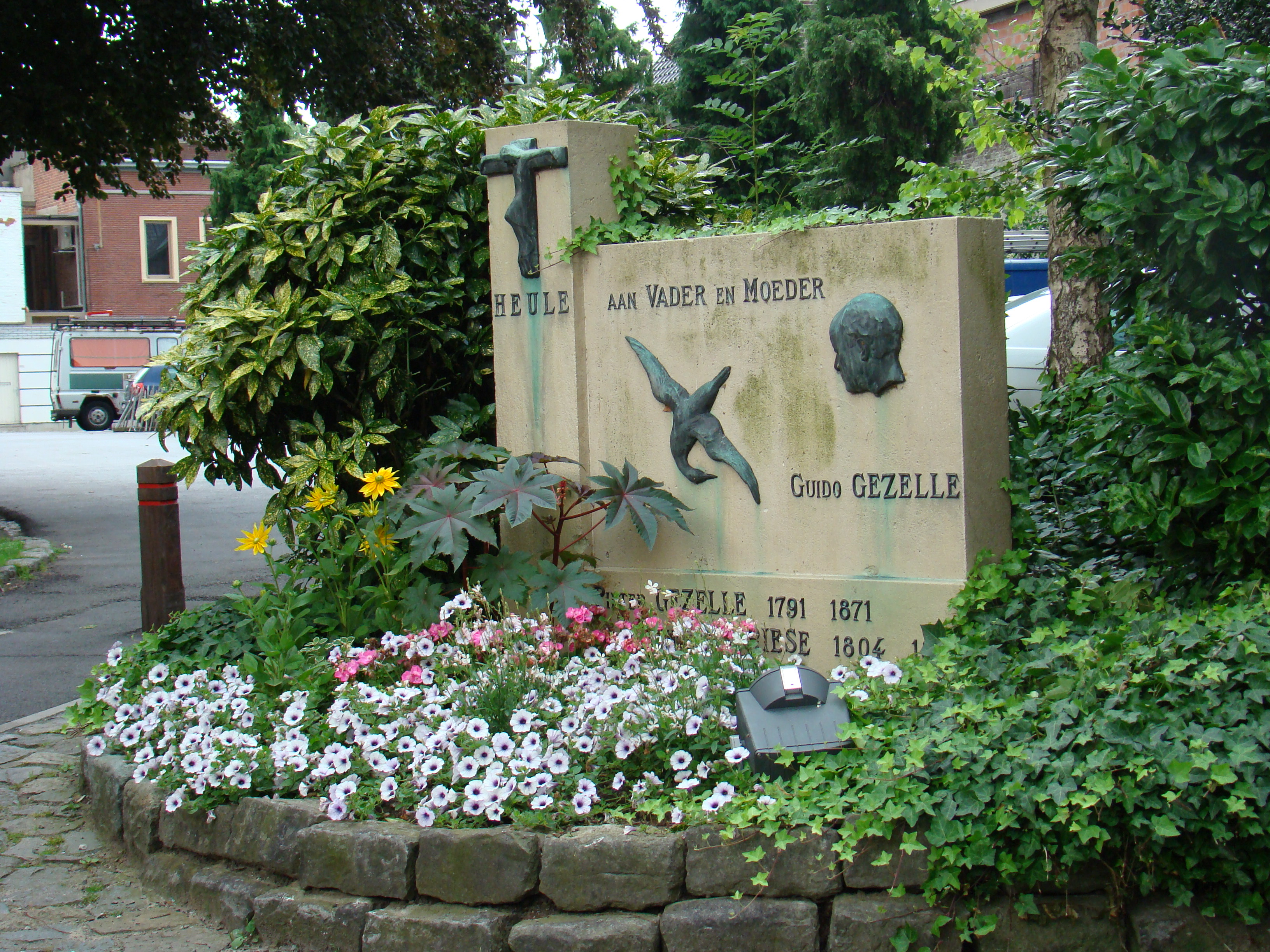
Monument voor de ouders Gezelle

In Heule werd een mausoleum opgericht ter herinnering aan de ouders van Gezelle, Pieter Jan Gezelle en Monica Devriese. Dit monument kwam er in 1961 en werd aangekondigd als een eerbetoon van Guido Gezelle aan zijn ouders. Op het monument werd vermeld:
Heule
Aan vader en Moeder
Guido Gezelle
Pieter Gezelle 1791-1871
Monica Devriese 1801-1975

## Namen van straten en pleinen

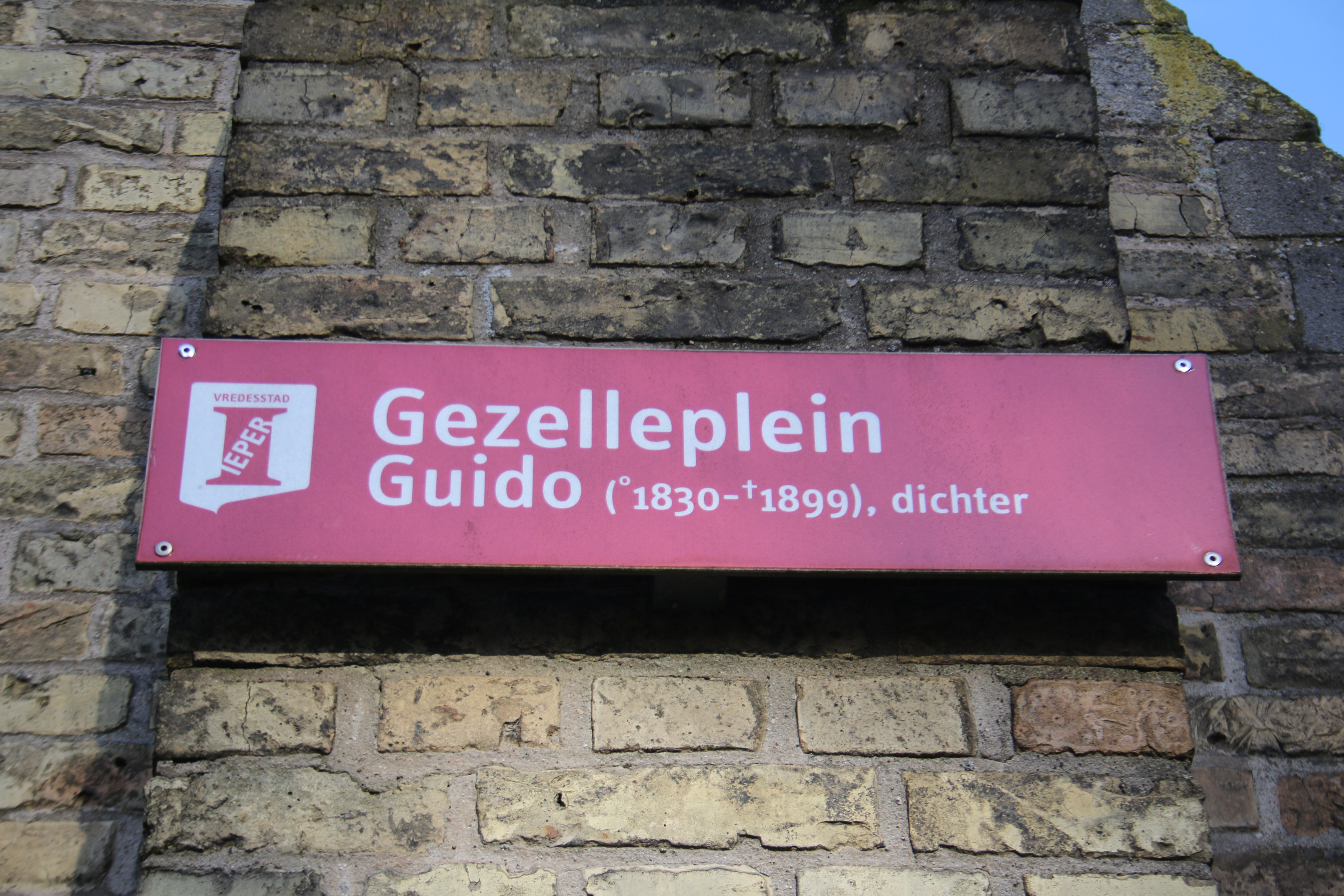
Een straatnaambord onder vele, in Ieper

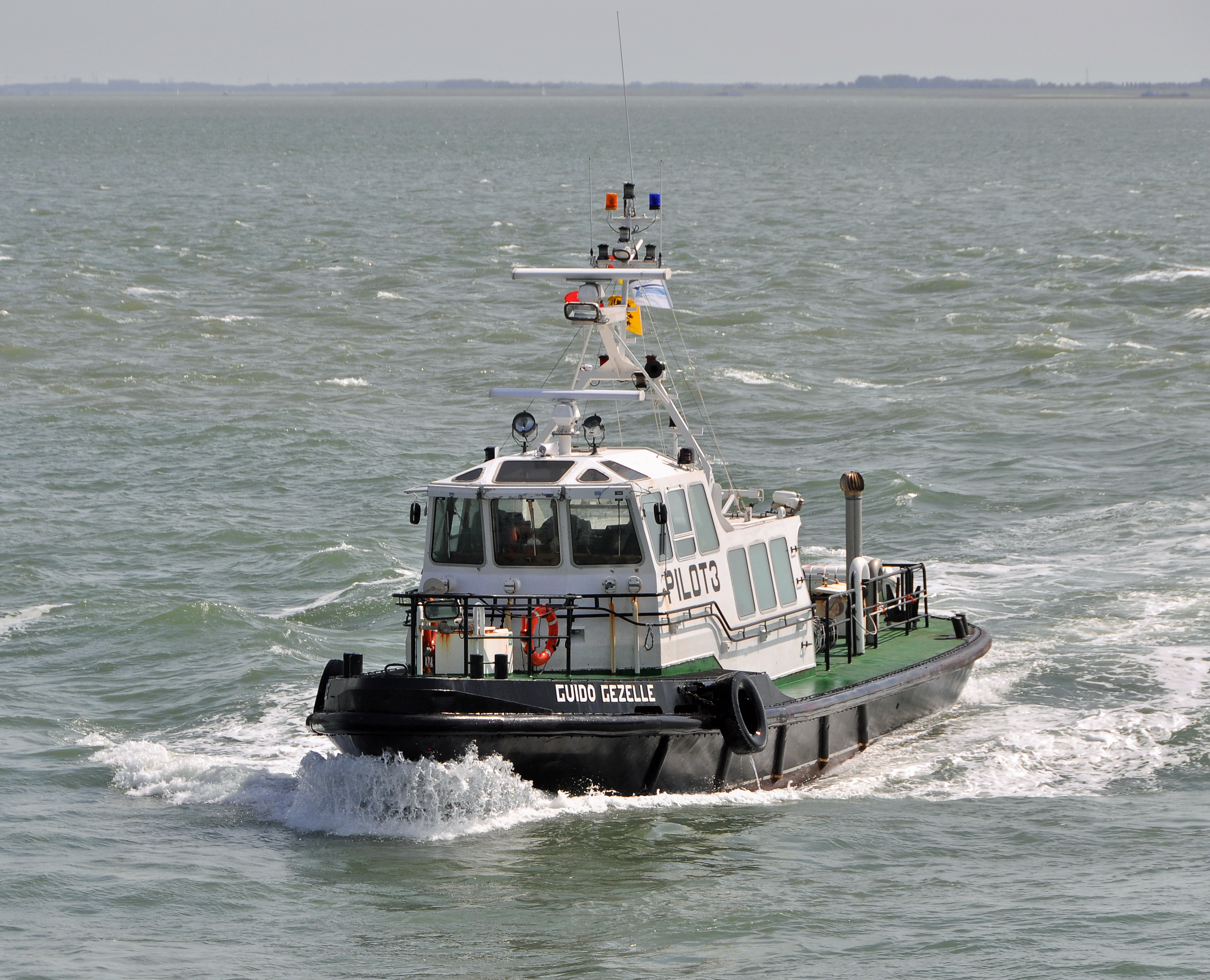
Loodsboot Guido Gezelle

- Tal van straten en pleinen in Vlaanderen, Brussel en Nederland dragen de naam van Gezelle.
  - Brugge heeft een Guido Gezellelaan en een Guido Gezelleplein. De in de jaren 1930 nieuw aangelegde residentiële wijk, op de hoveniergronden die vroeger door Pieter-Jan Gezelle bewerkt werden, kreeg de naam 'Gezellekwartier', met een publiek parkje dat de naam Guido Gezellewarande kreeg.
  - Er zijn Guido Gezellestraten in onder meer Aalst, Aalter, Aartselaar, Antwerpen, Anzegem, Beernem, Beerse, Beersel, Beerst, Bekegem, Blaasveld, Blankenberge, Boechout, Boom, Borgerhout, Bredene, Brussel, Burcht, Denderleeuw, Deurne, Eeklo, Eke, Emelgem, Evere, Gellik, Geluwe, Gentbrugge, Gits, Gontrode, Groot-Bijgaarden, Gullegem, Halle, Hasselt, Hertsberge, Hever, Hove, Huizingen, Impe, Ingelmunster, Izegem, Koersel, Kortrijk, Kuurne, Ledeberg, Leopoldsburg, Lommel, Lot, Mol, Oevel, Ooigem, Oostende, Oostnieuwkerke, Oostrozebeke, Poperinge, Ramskapelle, Reet, Schoten, Sint-Martens-Latem, Terneuzen, Turnhout, Schaarbeek, Sterrebeek, Waasmunster, Waregem, Wemmel, Wevelgem, Wijtschate, Wilskerke, Wingene, Zele, Zomergem en Zwevegem in België en in Amsterdam, Den Haag, Eindhoven, Heerlen, Leiden, Nijmegen, Terneuzen, Voorburg en Zevenaar in Nederland.
  - Guido Gezellelanen zijn er in Deinze, Heusden-Zolder, Kalmthout, Kessel-Lo, Menen, Mortsel, Torhout, Ternat en Zemst, alsook in het Nederlandse Bergen op Zoom.
  - Een Guido Gezelleplein is er in Ganshoren, Ieper, Koksijde, Nieuwpoort, Staden en Wingene.
  - Een Guido Gezelleweg is er in Rotterdam.
  - Een Guido Gezellehove is er in Nieuwegein.
- Onder meer in Brugge, Corsendonk, Mortsel, Waregem en het Nederlandse Hillegom zijn er basisscholen of middelbare scholen vernoemd naar Guido Gezelle.
- De Belgische loodsen hebben een van hun loodsboten de naam Guido Gezelle gegeven.